# Uija
Uija (n. 599?–660, d. 641) a fost un rege al Baekje , unul dintre cele 3 regate coreene din Antichitate. Acesta a fost si ultimul rege al Baekje din istoria acestui mic regat.